# Paul Valayer
Pour les articles homonymes, voir Valayer.
Paul Valayer, né à Lyon (Rhône) le 3 février 1874 et mort le 20 mars 1955 à Périgny (Val-de-Marne), est un directeur de banque, journaliste et essayiste français, reconnu pour son engagement pacifiste dans l'entre-deux-guerres.

## Milieu familial et carrière professionnelle
Paul Valayer est issu d’une famille protestante originaire de la Drôme. Son père, Amédée Valayer (1842-1902), est notaire puis directeur de banque à Lyon. Il épouse en 1871 Marie Deville (1847-1920) et ils auront ensemble six enfants : Jeanne (1872-1941), Paul (1874-1955), Auguste (1875-1962), Marguerite (1877-1944), Louise (1879-1966), Louis (1881-1960). Paul est le second enfant de la fratrie. 
Après avoir suivi une formation à l'École de commerce de Lyon, Paul Valayer devient employé de banque et prend en 1902 la succession de son père à la direction de la banque lyonnaise De Riaz Audra & Cie. La banque ayant intégré à partir de 1910 un groupe financier plus important, Paul Valayer prendra sa retraite en 1929 comme directeur de l’antenne régionale de la BNCI (Banque nationale pour le commerce et l’industrie, ancêtre de BNP-Paribas). 
Le 17 janvier 1900, à Grand Temple (Lyon), Paul Valayer épouse Marguerite Andrié (1874-1937). Ils auront deux filles : Lucienne, née en 1900 et décédée en 1918 de la grippe espagnole et Edith, née en 1901, mariée à Paul Sédallian, directeur de l’Institut Pasteur de Lyon, et décédée en 1998 à 97 ans. 

## Écrits et engagement pacifiste
Après la Grande Guerre, Paul Valayer participe à une commission pour la paix et donne plusieurs conférences sur le sujet. Avec sa femme, Marguerite, il entretient une intense vie sociale et intellectuelle. Dans sa villa du 55Bis boulevard du Nord (actuel boulevard des Belges), le couple reçoit des hôtes de marque, comme en témoigne leur livre d’or conservé aux Archives municipales de Lyon : Hélène Vacaresco, Dietrich von Hildebrand, Georges Ricard-Cordingley, Albert Thomas, Benjamin Valotton, Charles Mangin, Alexandre Kerenski. 
Paul Valayer prend sa retraite en 1929, il a alors 55 ans. Il est à cette époque membre du Parti radical et continue de s'engager activement dans la cause pacifiste en publiant plusieurs essais et articles de revues.  
Ses écrits, recensés à la BnF, comprennent une dizaine de publications parmi lesquelles trois ouvrages sur la problématique des zones franches entre la Savoie et Genève, deux livres sur l’Allemagne nazie et les dangers que fait courir Hitler à l’Europe ainsi que deux articles sur la culture allemande (en particulier Schiller, Goethe et Beethoven).
Germanophile, Paul Valayer effectue de nombreux voyages en Allemagne à une époque où le pays est sous la domination du nazisme. Comme le note l'historien Frédéric Sallée : « Paul Valayer entreprend un réel travail d’investigation en Allemagne et son récit s’apparente ainsi totalement à l’enquête politique en terre étrangère. »
En France, peu de gens estiment Hitler vraiment dangereux. Valayer va tenter d’alerter ses concitoyens à travers deux ouvrages : L’Allemagne fera-t-elle sombrer l’Europe ? (en 1935) puis La guerre qui rôde (1937). Dans ces essais fort documentés, il analyse la montée du nazisme économiquement, politiquement et sociologiquement. Il mesure l’importance de l’anti-bolchévisme, la haine du marxisme et du judaïsme. Et, aussi, les faiblesses de la société allemande. Dans L’Allemagne fera-t-elle sombrer l’Europe ?, il déclare : « Le peuple allemand – l’un des meilleurs – est malheureusement, le plus grégaire. C’est en cela qu’il est dangereux. »

## Fin de vie
En 1937, Marguerite Valayer décède de la grippe. Paul se remarie trois ans plus tard, en 1940, avec l’artiste-peintre Reine Cimière (1914-1947). Le 26 mars 1939, il est élu maire de la commune de Loyettes (Ain), où il avait acheté une ferme. Il assure ses fonctions jusqu’au 21 février 1942. Il retourne ensuite à Paris et travaille alors pour différentes banques et entreprises.
Il meurt le 20 mars 1955 à Périgny (Seine-et-Oise, aujourd'hui Val-de-Marne) où il possédait une maison. Il est enterré au cimetière de la Guillotière à Lyon avec plusieurs membres de sa famille.

## Publications de Paul Valayer

### Essais
- Un conflit franco-suisse à la Cour de La Haye. Avant-propos de Frank Morin-Pons. Paris : Hachette, 1931. In-16, X-99 p.
- On aurait fait pire. À propos des zones franches.Paris : Hachette, 1932. In-16, 68 p.
- La Folle aventure des zones franches. Paris : Hachette, 1933). In-16, 34 p.,
- L'Allemagne fera-t-elle sombrer l'Europe ?. Préface de Benjamin Valloton. Paris : Hachette, 193. In-16, XII-316 p.
- La Symphonie héroïque. Beethoven et Napoléon. Lyon, M. Audin Impr. In-8°, 24p.
- Lyoner Trinkspruch (Toast lyonnais). Karlsruhe : Turmbergverlag, 1937.
- La Guerre qui rôde. Paris, Hachette : 1937. In-16, VIII-207 p.
- Vers la justice. Paris : Revue politique et parlementaire / Saint-Amand-Montrond : Imprimerie Clerc, 1948.

### Articles de revue
- « Le Cœur de Beethoven ». Extrait de La Nouvelle Revue, 9-15 mars 1936. [S. L.], 1936. In-8°, Paginé 105-117: cart.
- « Le congrès de Nuremberg », Revue politique et parlementaire, n° 509, 10/04/1937.
- « Goethe et Schiller devant le national-socialisme ». Extrait de La Revue hebdomadaire, 9-29 avril 1939. [S. L.], 1939. In-12, Paginé 542-550.